# 苇则寿圣寺
苇则寿圣寺是一座元代古建筑，位于山西省晋中市左权县桐峪镇苇则村小学前。现存山门、正殿，屋顶均使用黄绿琉璃装饰。
2013年3月5日，苇则寿圣寺公布为第七批全国重点文物保护单位 。